# Кавеньяк, Жак Мари Эжен Годфруа
Эже́н Годфруа́ Кавенья́к (фр. Eugène Godefroy Cavaignac), полное имя Жак Мари Эжен Годфруа Кавеньяк (Jacques Marie Eugène Godefroy Cavaignac); 21 мая 1853, Париж — 25 сентября 1905, Фле) — французский политический деятель; сын генерала Эжена Кавеньяка.

## Биография
Пребывание Кавеньяка в лицее ознаменовалось характерным случаем, наделавшим большого шума: в 1868 году ему присуждена была награда за успехи в греческом языке, но он отказался получить её из рук императорского принца, председательствовавшего на церемонии раздачи наград в Сорбонне. Отказ свой юноша мотивировал следующими словами: «Я не хочу, чтобы меня увенчал тот, отец которого посадил в тюрьму моего отца».
Во время Франко-прусской войны поступил волонтёром в армию и был награждён военною медалью за храбрость. По окончании войны завершил своё образование в Политехнической школе, в инженерной школе и затем в Парижском юридическом факультете. Начав свою деятельность в качестве инженера, в 1881 году был назначен рекетмейстером в государственном совете, а в январе 1882 года избран депутатом от департамента Сарты. Заняв место в ряду членов республиканского союза, был докладчиком бюджета государственных железных дорог и различных законопроектов по ведомству общественных работ. В первом правительстве Бриссона, в марте 1885 года, Кавеньяк занял пост товарища военного министра.
На общих выборах 1885, 1889 и 1893 гг. был снова избираем от того же департамента. В 1892—1893 г. занимал пост морского министра. Пользуясь репутацией искреннего республиканца и наичестнейшего деятеля, Кавеньяк особенно выдвинулся во время панамских скандалов, убежденным и энергическим порицанием неблаговидных приемов парламентских дельцов. В 1893 г. выступил с проектом подоходного налога, который защищал в комиссии и палате, но без успеха.
В 1895—96 гг. был военным министром в радикальном кабинете Буржуа; затем получил тот же портфель в радикальном, втором правительстве Бриссона (июнь 1898 г.).

### Дело Дрейфуса
Это была эпоха борьбы из-за дела Дрейфуса. Кавеньяк явился решительным противником Дрейфуса и защитником генерального штаба; 7 июля 1898 г. он произнёс в палате речь, в которой в подтверждение виновности Дрейфуса привёл один документ. Речь произвела потрясающее впечатление на палату; было постановлено расклеить её в общинах. Через некоторое время сам Кавеньяк убедился в том, что документ, на котором он построил свою аргументацию, подложен и составлен полковником Анри. Кавеньяк лично допросил его и приказал арестовать; после этого Кавеньяк вышел в отставку.
Бриссон обвинял его в том, что он знал о подложности документа раньше, чем открыл её товарищам по кабинету. Несмотря на открытие подложности документа, Кавеньяк по-прежнему настаивал на виновности Дрейфуса. Это убеждение сблизило его с националистами и разъединило с радикалами. Он вёл упорную борьбу против радикальных кабинетов Вальдек-Руссо и Комба, но роль его была совершенно ничтожна; дело Дрейфуса нанесло ему непоправимый удар.
С 1892 года был одним из кандидатов на пост президента; после 1898 об этом не могло быть и речи.

## Образ в кинематографе
В фильме «Жизнь Эмиля Золя» (1937) роль Жака Кавеньяка сыграл Монтегю Лав.